# Alejandro Falla
Alejandro Falla (* 14. November 1983 in Cali) ist ein ehemaliger kolumbianischer Tennisspieler.

## Karriere
In den ersten Jahren seiner Tenniskarriere spielte Falla verschiedene Future-Turniere und wurde nebenbei für die kolumbianische Davis-Cup-Mannschaft eingesetzt. Am 13. Januar 2003 gewann der Linkshänder sein erstes Junioren-Turnier in San Salvador. Im gleichen Jahr folgten zwei weitere Senior-Future-Siege bei Turnieren in seinem Heimatland. Am 8. März 2004 gewann Falla sein erstes Turnier im Rahmen der Challenger-Tour in Bogotá. Drei Wochen später war er erneut siegreich beim Turnier in Salinas, als er den Luxemburger Gilles Müller schlug. Im April 2006 folgte schließlich sein dritter und bis 2009 vorerst letzter Challenger-Titel, erneut in Bogotá.
Im Rahmen der ATP Tour spielte Falla erstmals bei den French Open, wo er in der ersten Runde gegen den Dänen Kristian Pless gewann, in der Runde der letzten 64 jedoch gegen David Nalbandian aus Argentinien in vier Sätzen verlor. Bei Masters-Turnier in Miami 2007 schaffte Alejandro Falla den Sprung unter die letzten 32 Spieler, nachdem er Donald Young, Chris Guccione, Sergio Roitman und Tommy Haas geschlagen hatte, dann jedoch gegen Radek Štěpánek ausschied. In Lyon 2007 erreichte der Kolumbianer erstmals ein Halbfinale bei einem ATP-Turnier. Hier unterlag er dem Franzosen Marc Gicquel in drei Sätzen und schaffte damit erstmals den Sprung unter die Top 100 der Weltrangliste. 2009 gewann Falla auf der Challenger Tour die Turniere in Pereira, Cali und Rennes. Mit Alejandro González sicherte er sich zudem den Titel im Doppel in Bogotá. Bereits 2008 hatte er auf Challenger-Ebene mit Juan Sebastián Cabal die Doppelturniere von Cali, Bogotá und Medellín gewonnen.
Am 21. Juni 2010 schaffte Falla in Wimbledon beinahe eine Überraschung. In der ersten Runde führte Falla gegen den sechsmaligen Wimbledon-Champion Roger Federer mit 2:0-Sätzen und servierte im vierten Satz sogar zum Matchgewinn, verlor jedoch letztlich mit 7:5, 6:4, 4:6, 6:7 (1:7) und 0:6. Im Jahr darauf stand er mit Xavier Malisse in San José erstmals in einem Endspiel auf der World Tour. Die beiden unterlagen Scott Lipsky und Rajeev Ram mit 8:10 im Match-Tie-Break. Im September 2011 gewann er nochmals die Einzelkonkurrenz des Challenger-Turniers von Cali. In der Saison 2012 folgten Titelgewinne in Barranquilla und zum nunmehr dritten Mal in Bogotá. Mit Rang 48 erreichte er zum 16. Juli 2012 zudem seinen Karrierebestwert in der Einzelwertung der Weltrangliste. Bei den im Juli stattfindenden Olympischen Spielen in London schied Falla im Einzel nach einer Niederlage gegen Roger Federer in der ersten Runde aus. 2013 erreichte er schließlich auch im Einzel auf der World Tour sein erstes Finale. In Bogotá gewann er ungesetzt vier Partien und traf im Spiel um den Turniersieg auf Ivo Karlović, dem er sich in zwei Sätzen geschlagen geben musste. Zum Auftakt der Saison 2014 sicherte er sich sogleich in Nouméa und Bucaramanga seine Challenger-Titel zehn und elf im Einzel. Mitte des Jahres erreichte Falla in Halle sein zweites Einzelfinale auf der World Tour. Gegen Roger Federer unterlag er allerdings zweimal im Tie-Break. Seine letzten Titelgewinne gelangen Alejandro Falla in der Saison 2016 auf der Challenger Tour. Mit Eduardo Struvay gewann er die Turniere in Barranquilla und Medellín.
2018 verkündete Falla seinen Rücktritt. Im Davis Cup bestritt er im Verlauf seiner Karriere von 2001 bis 2017 insgesamt 27 Begegnungen, in denen er 22 seiner 32 Einzel- und 9 seiner 16 Doppelpartien gewann.

## Erfolge
| Legende (Anzahl der Siege)                       |
| Grand Slam                                       |
| Tennis Masters Cup ATP World Tour Finals         |
| ATP Masters Series ATP World Tour Masters 1000   |
| ATP International Series Gold ATP World Tour 500 |
| ATP International Series ATP World Tour 250      |
| ATP Challenger Tour (17)                         |

### Einzel

#### Turniersiege
| Nr. | Datum              | Turnier       | Belag     | Finalgegner      | Ergebnis       |
| --- | ------------------ | ------------- | --------- | ---------------- | -------------- |
| 1.  | 14. März 2004      | Bogotá II (1) | Sand      | Adrián García    | 4:6, 6:1, 6:2  |
| 2.  | 4. April 2004      | Salinas       | Hartplatz | Gilles Müller    | 6:76, 6:2, 6:2 |
| 3.  | 30. April 2006     | Bogotá II (2) | Sand      | André Sá         | 6:4, 6:2       |
| 4.  | 3. Mai 2009        | Pereira       | Sand      | Horacio Zeballos | 6:4, 4:6, 6:2  |
| 5.  | 20. September 2009 | Cali (1)      | Sand      | Horacio Zeballos | 6:3, 6:4       |
| 6.  | 18. Oktober 2009   | Rennes        | Teppich   | Thierry Ascione  | 6:3, 6:2       |
| 7.  | 25. September 2011 | Cali (2)      | Sand      | Eduardo Schwank  | 6:4, 6:3       |
| 8.  | 1. April 2012      | Barranquilla  | Sand      | Horacio Zeballos | 6:4, 6:1       |
| 9.  | 15. Juli 2012      | Bogotá        | Sand      | Santiago Giraldo | 7:5, 6:3       |
| 10. | 4. Januar 2014     | Nouméa        | Hartplatz | Steven Diez      | 6:2, 6:2       |
| 11. | 26. Januar 2014    | Bucaramanga   | Sand      | Paolo Lorenzi    | 7:5, 6:1       |

#### Finalteilnahmen
| Nr. | Datum         | Turnier | Belag     | Finalgegner   | Ergebnis   |
| --- | ------------- | ------- | --------- | ------------- | ---------- |
| 1.  | 21. Juli 2013 | Bogotá  | Hartplatz | Ivo Karlović  | 3:6, 6:74  |
| 2.  | 15. Juni 2014 | Halle   | Rasen     | Roger Federer | 6:72, 6:73 |

### Doppel

#### Turniersiege
| Nr. | Datum              | Turnier        | Belag | Partner              | Finalgegner                       | Ergebnis          |
| --- | ------------------ | -------------- | ----- | -------------------- | --------------------------------- | ----------------- |
| 1.  | 20. September 2008 | Cali           | Sand  | Juan Sebastián Cabal | Brian Dabul Horacio Zeballos      | 7:66, 6:3         |
| 2.  | 27. September 2008 | Bogotá III (1) | Sand  | Juan Sebastián Cabal | Alejandro Fabbri Horacio Zeballos | 3:6, 7:67, [10:8] |
| 3.  | 15. November 2008  | Medellín (1)   | Sand  | Juan Sebastián Cabal | Juan-Pablo Amado Víctor Estrella  | 3:4 aufgg.        |
| 4.  | 27. September 2009 | Bogotá III (2) | Sand  | Alejandro González   | Diego Álvarez Sebastián Decoud    | 5:7, 6:4, [10:8]  |
| 5.  | 10. September 2016 | Barranquilla   | Sand  | Eduardo Struvay      | Gonzalo Escobar Roberto Quiroz    | 6:4, 7:5          |
| 6.  | 1. Oktober 2016    | Medellín (2)   | Sand  | Eduardo Struvay      | André Ghem Juan Lizariturry       | 6:3, 6:2          |

#### Finalteilnahmen
| Nr. | Datum            | Turnier  | Belag         | Partner        | Finalgegner             | Ergebnis         |
| --- | ---------------- | -------- | ------------- | -------------- | ----------------------- | ---------------- |
| 1.  | 13. Februar 2011 | San José | Hartplatz (i) | Xavier Malisse | Scott Lipsky Rajeev Ram | 4:6, 6:4, [8:10] |